# Abdoul Jabbar
Ne doit pas être confondu avec Kareem Abdul-Jabbar.
Pour les articles homonymes, voir Diallo.
Abdoul Jabbar, de son vrai nom  Abdoul Karim Diallo, né en 1980 à Fria et mort le 5 février 2021 à Conakry, est un auteur, compositeur, interprète et chanteur guinéen.
Il chante en français, ainsi qu'en langues sousou , poular et malinké,.

## Biographie
Abdoul Jabbar, né en Basse-Guinée dans un  quartier populaire de Fria et grandit au travers d’une culture musicale.
À 10 ans, il quitte sa ville natale pour Conakry où  il intègre aussitôt le groupe de danse appelé ABC de Dixinn.
En 1994, Jabbar empreinte la voie du rap et crée son groupe Libre Avo-k avec DJ Vigor (Richard Thea).
En 1997, il monte Speed Goys avec Sacko Fofana et en 2000 il crée Dougou Faga.
Puis en 2001, Abdoul Jabbar rejoint le groupe Staff Homogène.
En 2005, il sort son premier album Touligbeli, Le Bas Peuple en 2007 dont le titre Kuma avec Tiken Jah Fakoly et de Jean-Baptiste Dobiecki à Bamako.
En 2010, il sort l'album Changeons d'esprit,.

## Discographie
- 17 juillet 2005 : Touligbeli ;
- 4 novembre 2007 : Le Bas Peuple ;
- 11 mai 2008 : Africa
- 28 février 2010 : Changeons d'esprit ;
- 5 octobre 2013 : Wali.

## Expérience scénique
- 2007 : Concert Prix découverte RFI 2007 au stade du 28 septembre (Conakry) ;
- 2008 : Participation à la première partie du concert de Akon  en Guinée ;
- 2009 : Participation au concert Un concert ,une école de Tiken Jah Fakoly (Conakry) ;
- 2009 : Festival  100% Guinéen a la 1re édition au stade du 28 septembre ;
- 2010 : Festival Urban Afrika à la 1re édition sur l’esplanade du palais du peuple
- 2010 : Festival  Ankara Music à Ankara (Turquie) ;
- 2012 : Festival Conakry Reggae Vibes à la 1re édition sur la Plage Rogbane.

## Mort
Abdoul Jabbar est décédé le 5 février 2021 dans un Hôpital de  Conakry par suite de maladie.